# Hvam Stationsby
Hvam Stationsby er en by i Himmerland med 278 indbyggere  (2024), beliggende 5 km syd for Aalestrup, 5 km nord for Møldrup og 26 km nord for Viborg. Byen hører til Viborg Kommune og ligger i Region Midtjylland. I 1970-2006 hørte byen til Aalestrup Kommune.
Selvom jernbanestationen for længst er nedlagt, er "stationsby" bevaret i bynavnet for at undgå forveksling med Hvam Mejeriby ved Holstebro og Neder Hvam ved Kjellerup.

## Lokalområdet Hvam
Hvam Stationsby hører til Hvam Sogn. Hvam Kirke ligger i den oprindelige landsby Hvam, der nu hedder Gammel Hvam. Den hører ifølge definitionen på en by ikke med til Hvam Stationsby, da der er over 200 meter åbent land mellem de to bebyggelser. Men de betragtes af borgerne og kommunen som ét lokalområde. Hvam blev kåret som Årets Lokalområde 2012 i Viborg Kommune.

## Faciliteter
- Naturbørnehaven Solstrålen har en bygning på 400 m², placeret på 10.000 m² grund med legeplads og skov. Den har 5 pædagoger ansat.[4]
- I 1975 blev kroen ombygget og moderniseret af et konsortium, som bl.a. afskaffede værelserne til udlejning og i stedet inddrog 1. sal til bolig for forpagteren. Efter flere ejerskifter og en tvangsauktion i 1991 stiftede en kreds af borgere i 1998 en forening, der skulle erhverve kroen, og i januar 1999 lykkedes det at slå dørene op til Hvam Kultur- og Forsamlingshus i Den Gamle Kro. Salen kan rumme 100 personer, og den tidligere krostue fungerer som mødelokale.[5]
- Hatten i Gammel Hvam er et privat aktivitets- og samværstilbud for voksne udviklingshæmmede over 18 år. Det lejer lokaler af Viborg kommune i den tidligere skole, som blev nedlagt i 2005.[6]

## Historie
Navnet Hvam er afledt af oldnordisk hvammr, der betyder "lille dal".

### Landsbyen
Hvam (Gammel Hvam) er første gang omtalt i 1344 med navnet Hwamæ.
Hvam landsby bestod i 1682 af 18 gårde og 10 huse uden jord. Det samlede dyrkede areal udgjorde 449,7 tønder land skyldsat til 59,49 tønder hartkorn. Dyrkningsformen var græsmarksbrug med tægter. Hvam kro ved landevejen er nævnt første gang i 1687.
I 1875 beskrives Hvam således: "Hvam med Kirke, Skole og Kro".

### Stationsbyen
Hvam fik jernbanestation på Himmerlandsbanernes strækning Viborg-Aalestrup, der blev anlagt i 1893. Stationen blev placeret 2 km øst for den oprindelige landsby, ved landevejen hvor kroen også lå. Omkring stationen og kroen opstod en ny stationsby.
I 1901 beskrives området Hvam således: "Hvam med Kirke, Præstegd., Skole, Missions- og Forsamlingshus (opf. 1895 og 1885), Mølle, Andelsmejeri, Kro, Jærnbanehpl., Telegraf- og Telefonst." Kirke, præstegård, skole, forsamlingshus og vandmølle lå i landsbyen, resten i stationsbyen.
Stationen blev lukket i 1959, da persontrafikken på denne strækning ophørte. Men stationen havde rutebilekspedition indtil 1964. Godstrafikken fortsatte til 1999, men uden ekspedition i Hvam. Sporet blev taget op i 2006, så man kunne anlægge cykel- og vandreruten Himmerlandsstien. Stationen er bevaret på Gl. Viborgvej 39.

### Folketal
| 1906 | 1911 | 1916 | 1921 | 1925 | 1930 | 1940 | 1945 | 1950 | 1955 | 1960 | 1965 |
| ---- | ---- | ---- | ---- | ---- | ---- | ---- | ---- | ---- | ---- | ---- | ---- |
| 146  | 156  | 206  | 203  | 203  | 241  | 289  | 311  | 349  | 354  | 354  | 323  |

Det medvirkede til Hvams stagnerende udvikling, at byen aldrig fik industri af betydning. Mod nord var Ålestrup en stærk konkurrent.